# Armstrongov oscilator
Armstrongov oscilator ili Majsnerov oscilator je nazvan je po Edvinu H. Armstrongu, koji ga je konstruisao. Koristi se kao lokalni oscilator u prijemnicima, kao izvor u signalnim generatorima i kao RF oscilator u rangu srednjih i visokih frekvencija. Spada u grupu oscilatora koji daju sinusoidalan signal.

## Tipovi oscilatora
Postoje dvije grupe oscilatora: sinusoidalni i relaksacioni. Prvi se sastoje od RC ili LC kola kod kojih frekvencija oscilovanja može da se podešava, ili se sastoje od kristala koji imaju fiksnu frekvenciju oscilovanja. Relaksacioni generišu trougaoni, eksponencijalni signal ili četvrtke. Karakteristike Armstrongovog oscilatora su:
- koristi LC kolo da bi postigao frekvenciju oscilovanja
- frekvencija je stabilna
- amplituda je relativno konstantna

## LC oscilator
Ovaj oscilator spada u grupu LC oscilatora koji imaju frekvenciju oscilovanja:
{\displaystyle f={\frac {1}{2\pi {\sqrt {LC}}}}}
LC oscilatori se rijetko korise za veoma niske frekvencije, jer tada bi kondenzatori i kalemovi bili veliki i teški za izradu. Ako je dato paralelno LC kolo kao na slici, pogledajmo šta se dešava sa naponom i strujom kroz kalem i kondenzator: 
Za q=q0 struja u kolu je jednaka nuli i energija je skoncentrisana u električnom polju kondenzatora. Sa porastom struje, kondenzator se prazni i kada struja dostigne maksimalnu vrijednost, sva energija je u magnetnom polju kalema. Za vrijeme negativne poluperiode, kada struja opada, kondenzator se puni: elektroda koja je u prvom slučaju bila naelektrisana pozitivno, sada se negativno naelektriše i obratno. Energija je u polju kondenzatora. Kada struja dostigne nulu, kondenzator se napunio, struja opada do –i(max) kada je kondenzator prazan a energija u magnetnom polju kalema.
Komponente koje su potrebne da bi se napravio Armstrongov oscilator prikazane su na sledećim slikama.

## Pojačavač
Slika pokazuje konvencionalni pojačavač. Ovo je stepen sa zajedničkim emitorom i omogućava fazni pomak od 180 stepeni između baze i kolektora.

## Kolo za determinisanje frekvencije
C1 je promjenjivi kondenzator i služi za podešavanje rezonantne frekvencije na željenu vrijednost.

## Kolo povratne sprege
Kolo predstavlja negativnu povratnu spregu i koristi L1 kao primar i L2 kao sekundar transformatora da bi se omogućio pomak od 180 stepeni. Promjenjivi otpornik se koristi za kontrolisanje struje koja prođe kroz L1. Kada je podešen na maksimalnu vrijednost, većina struje protiče kroz L1. Transformator tada prikuplja maksimum signala, što se odražava na smanjenje amplitude u kolu L2, C1.
Kada otpornik podesimo na najmanju vrijednost, amplituda raste. R1 se obično bira tako da kroz L1 protiče struja koja je u stanju da pretrpi oscilacije dijela kola sa L2 i C1. Kompletna šema ocsilatora izgleda ovako:
Vezanjem kola sprege preko kondenzatora C2 za bazu Q1, zatvara se petlja povratne sprege (označeno strelicama). Recimo da smo doveli pozitivan signal na bazu tranzistora Q1. Ova struja prolazi kroz L1 i R1 i izaziva da napon na L1 poraste. Napon je doveden na L2 i invertovan. Ovim je omogućeno da je napon na L2 i C1 pozitivan i u fazi sa naponom baze. Pozitivni signal sada se vodi preko C2 do baze tranzistora Q1. Kad se Vcc dovede u kolo, mala bazna struja prođe kroz otpornik R2 i transistor provede. Ovo dalje tjera kolektorsku struju da potekne od mase kroz Q1, L1 i R1 do +Vcc. Struja kroz L1 stvara magnetno polje a ono indukuje napon na L2. C2 gomila pozitivan signal na bazu tranzistora pa Q1 teže provodi. Što transistor teže provodi to veća struja ide kroz L1 a na L2 se indukuje veći napon i veći pozitivni signal se vraće na bazu Q1. Tokom ovoga, kolo koje determiniše frekvenciju sakuplja sve više energije a C1 se puni do napona indukovanog na L2.
Tranzistor će ovako da radi dok ne postigne zasićenje. Kad do zasićenja dođe, kolektorska struja postiže najveću vrijednost i ne može dalje da raste. Sa stabilnom strujom kroz R1 nema promjena magnetnog polja a time ni napona da se indukuje na sekundaru. C1 se sada ponaša kao naponski generator i prazni se. Kako napon na C1 opada njegova energija se pretvara u magnetno polje L2. 
Šta se dešava sa C2? Napon na C2 je dostigao skoro istu vrijednost kao na C1. Ako se C1 prazni, prazni se i C2. C2 će se prazniti kroz R2. Ako se C2 prazni, kolektorska struja počinje da opada. Smanjenje ove struje utiče da magnetno polje od L1 kolabira, što indukuje negativan napon na sekundaru i čini bazu negativnijom. Ovo se nastavlja dok Q1 ne ode u zasićenje (negativno). Kada je Q1 u zasićenju kolo sa L2 osciluje. Efekat oscilovanja proizvodi sinusoidalan talas i drzi Q1 u zasićenju. Da nema povratne sprege, oscilacije L2 i C1 bi se zaustavile već poslije nekoliko ciklusa. Kako napon naspram C1 dostgne najmanju vrijednost, C1 počinje da se prazni prema 0 volti, napon na bazi postaje pozitivan i omogućava da poteče struja kolektora. Ova struja stvara magnetno polje u L1 i Q1 ide prema zasićenju.
Gornja slika pokazuje odnos napona i struje kroz kolektor. Kolektorska struja teče samo u kratkim trenucima tokom svakom ciklusa.
Suština funkcionisanja oscilatora je ova: energija koja se dovede tranzistoru prenosi se do kola sa transformatorom i izaziva njegovo oscilovanje. U toku svakog ciklusa tranzistor kratko provede i vraća transformatorskom kolu dovoljno energije da amplitude odrzi konstantnom.
Šema pokazuje Armstrongov oscillator kakav se najčešće srijeće. R3 je dodat da bi poboljšao temperaturnu stabilnost, T2 je RF transformator koji redukuje neželjenu reflektovanu impendansu od napajanja ka oscilatoru.

## Spoljašnje veze
- Armstrongov oscilator